# Episodi di The Hot Zone - Area di contagio (prima stagione)
La prima stagione della serie televisiva The Hot Zone - Area di contagio è stata trasmessa negli Stati Uniti dal 27 al 29 maggio 2019 su National Geographic.
In Italia, la stagione è andata in onda in prima visione su National Geographic dal 4 al 18 settembre 2019.
| n° | Titolo originale | Titolo italiano              | Prima TV USA   | Prima TV Italia   |
| -- | ---------------- | ---------------------------- | -------------- | ----------------- |
| 1  | Arrival          | L'inizio                     | 27 maggio 2019 | 4 settembre 2019  |
| 2  | Cell H           | Faccia a faccia con il virus | 27 maggio 2019 | 4 settembre 2019  |
| 3  | Charlie Foxtrot  | Pericolo epidemia            | 28 maggio 2019 | 11 settembre 2019 |
| 4  | Expendable       | Prepararsi al peggio         | 28 maggio 2019 | 11 settembre 2019 |
| 5  | Quarantine       | Quarantena                   | 29 maggio 2019 | 18 settembre 2019 |
| 6  | Hidden           | Segreti nascosti             | 29 maggio 2019 | 18 settembre 2019 |